# مردم انگلستان

سکونتگاه قبایل آنگلوساکسون و جوت در سرزمین بریتانیا

انگلیسی‌ها، ملت و قومیت بومی انگلستان هستند که به زبان انگلیسی صحبت می‌کنند. هویت انگلیسی، ریشه در اوایل قرون وسطی دارد؛ زمانیکه در انگلیسی قدیم به نام انگلیکن (به انگلیسی: Anglecynn) شناخته می‌شدند. انگلستان یکی از کشورهای بریتانیا (به انگلیسی: United Kingdom) است و مردمان انگلیسی انگستان، شهروندان بریتانیا هستند. این نام ریشه در آنگل‌های آنگلو-ساکسون دارد، مردمانی ژرمنیک که به بریتانیای کبیر پس از سده پنجم میلادی مهاجرت کردند.
از لحاظ تاریخی جمعیت انگلستان تشکیل شده از گروه‌های ژنتیکی شبیه به هم می‌باشد؛ اولینشان بریتون‌ها، قبایل ژرمن سکنا گزیده در منطقه شامل آنگل‌ها، ساکسون‌ها و جوت‌ها که مجموعاً آنگلوساکسون نامیده می‌شوند. آنها کشوری را بنیان گذاشتند که امروزه انگستان نامیده می‌شود. همچنین گروه‌های دنز، نورمن‌ها و دیگران. در پی قانون اتحاد ۱۷۰۷ که انگلستان بخشی ازپادشاهی بریتانیای کبیر شد رسوم و هویت انگلیسی‌ها به رسوم و هویت بریتانیایی بسیار نزدیک شد و در پی این نزدیکی و اتحاد این کشور توانست برای سال های طولانی به یکی از ابرقدرت‌ها جهان تبدیل شود.
امروزه برخی انگلیسی‌ها فرزندان اخیر اجداد نزدیکی از بخشهای دیگر بریتانیا هستند؛ درحالی‌که بعضی دیگر فرزندان مهاجران کشورهای دیگر اروپایی یا کشورهای مشترک‌المنافع هستند.
مردمان انگستان منشأ زبان انگلیسی، سیستم پارلمانی، سیستم کامن لا (common law system)، و بسیاری ورزشهای اصلی هستند. اینها به علاوه خصوصیات فرهنگی دیگر انگلیسی امروزه جهانی شده و بخشی از آن ناشی از امپراتوری بریتانیای سابق است.